# Grănicerii

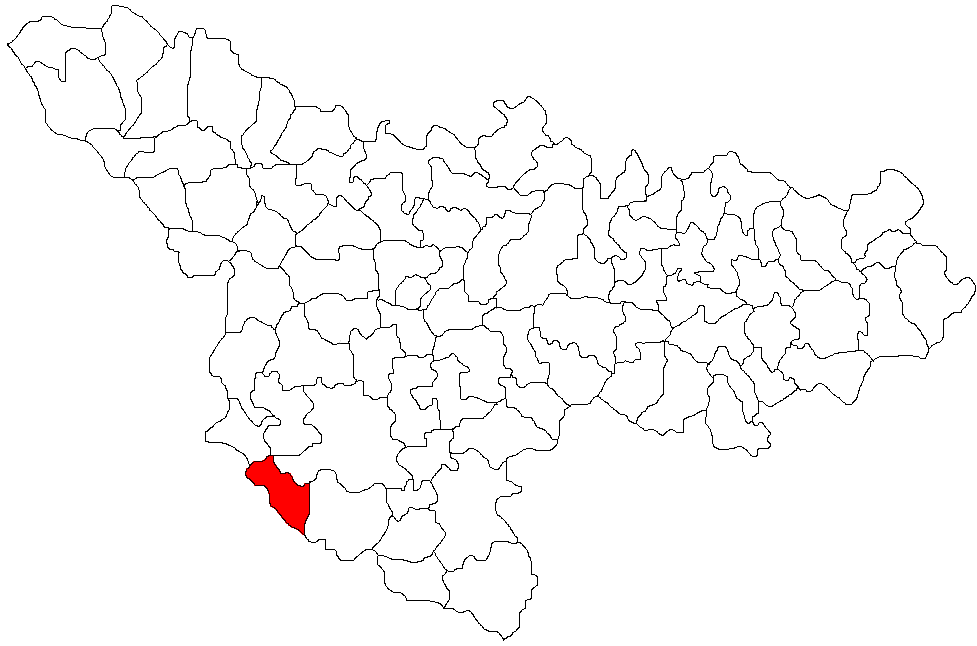
Lage der Gemeinde Giera im Kreis Timiș

Grănicerii (rumänisch auch Ciavoș, deutsch Tschawosch oder Lichtenwald, ungarisch Csávos) ist ein Dorf im Kreis Timiș, Banat, Rumänien, an der Grenze zu Serbien. Grănicerii gehört zur Gemeinde Giera.

## Nachbarorte
| Novi Itebej (RS) | Cruceni                                     | Rudna  |
| Jaša Tomić (RS)  | Kompassrose, die auf Nachbargemeinden zeigt | Dolaț  |
| Sečanj (RS)      | Šurjan (RS)                                 | Toager |

## Lage
Grănicerii liegt an der rumänisch-serbischen Grenze, am linken Temeschufer, an der Landstraße DN 59B Cărpiniș–Deta. Nach der am 24. März 1924 neu gezogenen Grenze, infolge des Vertrags von Trianon, wurde der Ort aus einer zentralen Lage, etwa 5 km vom Distriktsitz Modosch (heute: Jaša Tomić), in eine isolierte Randlage versetzt. Die nahe gelegene Temesch-Brücke verblieb auf serbischem Boden, so gab es keine Möglichkeit, die Ortschaften am rechten Temeschufer zu erreichen. Die nächste Brücke befand sich flussaufwärts neben der etwa 25 km entfernten Ortschaft Cebza. Grănicerii verfügt über keine eigene Bahnverbindung. Die Endstation Cruceni am rechten Temeschufer ist nur mit Hilfe eines Kahns zu erreichen. Zwar hatte man einige Male versucht zwischen Grănicerii und Cruceni eine Holzbrücke zu errichten, aber diese wurde bei dem häufigen Hochwasser der Temesch immer wieder weggeschwemmt. Die nächste Bahnverbindung von Grănicerii befindet sich im 17 km entfernten Giera.

## Etymologie
Das Dorf trug bis 1964 die amtliche Bezeichnung Ciavoș (ungarisch: Csávos, deutsch: Tschawosch). Durch das Dekret 799 von 1964 erhielt der Ort den offiziellen Namen Grănicerii.

## Geschichte
Eine Ortschaft namens (Villa) Csavas (Chawas) wurde schon im 13. Jahrhundert (9. Februar 1247) urkundlich erwähnt. Aus den päpstlichen Zehentlisten ist ersichtlich, dass es hier bereits 1333 eine Pfarrei gab. Das Gut Csavas befand sich im Besitz der Familie Csanad. Diese betrieb hier eine Mühle und trieb die Maut über die Temeschbrücke ein.
Nach dem Frieden von Passarowitz am 21. Juli 1718 wurde das Banat nach 164 Jahren Türkenherrschaft der Habsburgermonarchie angeschlossen und als kaiserliche Kron- und Kammerdomäne der Wiener Reichsregierung unterstellt. Es begann die habsburgische Kolonisierung des Banats durch die sogenannten Schwabenzüge.
Auf der Mercykarte sind in Csavosch 15 Häuser eingetragen. Am 1. Mai 1782 erstand Mathias Erdödy von Erdöd auf einer Lizitation in Wien das Kameralgut Csavos. Bis zu diesem Zeitpunkt waren die Einwohner des Ortes größtenteils Serben. Die ersten Deutschen wurden 1783 angesiedelt. 1805 fand eine zweite Ansiedlung mit Deutschen statt. 1818 wurde das Schulgebäude gebaut und 1827 die Kapelle. Nachdem 1850 der Grundherr Erdödy verstarb, verpachtete seine Witwe das Gut an den Gutsherrn Bogdanovich. 1852 kaufte Ignaz Peidlhauser das Gut. Am 1. Juli 1867 wurde er in den Adelsstand erhoben und trug fortan den Namen Ignaz von Csavossy. Dieser renovierte das Herrschaftskastell und trieb den Bau der Kirche voran, die 1896 dem heiligen Ignaz von Loyola geweiht wurde. Später ging das Gut in den Besitz seines Sohnes Bela. Dieser verkaufte es 1902 an Georg Marossy.
Am 4. Juni 1920 wurde das Banat infolge des Vertrags von Trianon dreigeteilt. Der größte, östliche Teil, zu dem auch Csavas gehörte, fiel an das Königreich Rumänien. Der Ort erhielt die amtliche Bezeichnung Grănicerii.
Infolge des Waffen-SS Abkommens vom 12. Mai 1943 zwischen der Antonescu-Regierung und Hitler-Deutschland wurden alle deutschstämmigen wehrpflichtigen Männer in die deutsche Armee eingezogen.
Noch vor Kriegsende, im Januar 1945, fand die Deportation aller volksdeutschen Frauen zwischen 18–30 und Männer im Alter von 16–45 zur Aufbauarbeit in die Sowjetunion statt.
Das Bodenreformgesetz vom 23. März 1945, das die Enteignung der deutschen Bauern in Rumänien vorsah, entzog der ländlichen Bevölkerung die Lebensgrundlage. Der enteignete Boden wurde an Kleinbauern, Landarbeiter und Kolonisten aus anderen Landesteilen verteilt. Anfang der 1950er Jahre wurde die Kollektivierung der Landwirtschaft eingeleitet. Durch das Nationalisierungsgesetz vom 11. Juni 1948, das die Verstaatlichung aller Industrie- und Handelsbetriebe, Banken und Versicherungen vorsah, fand die Enteignung aller Wirtschaftsbetriebe unabhängig von der ethnischen Zugehörigkeit statt.
Da die Bevölkerung entlang der rumänisch-jugoslawischen Grenze von der rumänischen Staatsführung nach dem Zerwürfnis Stalins mit Tito und dessen Ausschluss aus dem Kominform-Bündnis als Sicherheitsrisiko eingestuft wurde, erfolgte am 18. Juni 1951 die Deportation „von politisch unzuverlässlichen Elementen“ in die Bărăgan-Steppe unabhängig von der ethnischen Zugehörigkeit. Die rumänische Führung bezweckte zugleich den einsetzenden Widerstand gegen die bevorstehende Kollektivierung der Landwirtschaft zu brechen. Als die Bărăganverschleppten 1956 heimkehrten, erhielten sie die 1945 enteigneten Häuser und Höfe zurückerstattet. Der Feldbesitz wurde jedoch kollektiviert.

## Demografie
| 1880 | 1023 | 32  | 141 | 726 | 124 |
| 1910 | 1050 | 10  | 204 | 695 | 141 |
| 1930 | 953  | 39  | 160 | 675 | 79  |
| 1977 | 331  | 129 | 55  | 141 | 6   |
| 2002 | 247  | 194 | 27  | 11  | 15  |